# Urania-Film
Die Urania-Film war eine Filmproduktionsgesellschaft mit Sitz zunächst in Zürich und dann in West-Berlin.
Gegründet wurde sie 1956 von Erwin C. Dietrich. Der erste Film war ein Heimatfilm mit österreichischer Beteiligung. Anschliessend konzentrierte sich Dietrich auf die Schweiz. Erfolgreich liefen zwei Filme mit Walter Roderer. Nach der Gründung einer Tochterfirma in München folgte ein Kriminalfilm und eine Musikrevue, die ihre Kosten jedoch nicht einspielen konnten. Dietrich produzierte ab 1962 in Deutschland. Der letzte in der Schweiz gedrehte Film kam 1967 ins Kino. Der Name Urania-Film verschwand 1971 mit der Umbenennung in die Elite-Film.

## Filme
- 1957: Der König der Bernina
- 1959: Der Mustergatte
- 1960: Der Herr mit der schwarzen Melone
- 1961: Die Gejagten
- 1961: Die Hazy Osterwald Story
- 1962: Zwei Bayern in Bonn
- 1964: Ein Sarg aus Hongkong
- 1966: Der Würger vom Tower
- 1966: Schwarzer Markt der Liebe
- 1967: St. Pauli zwischen Nacht und Morgen
- 1967: Seitenstraße der Prostitution
- 1968: Unruhige Töchter
- 1968: … und noch nicht sechzehn
- 1968: Hinterhöfe der Liebe
- 1968: Die Nichten der Frau Oberst
- 1969: Weiße Haut auf schwarzem Markt
- 1969: Die Nichten der Frau Oberst, 2. Teil
- 1969: Nackter Norden
- 1970: Ich – ein Groupie